# Igor Zaytsev
Igor Zaytsev (en ucraniano: Ігор Зайцев, Ihor Zajcev; Dnipropetrovsk, 11 de mayo de 1989) es un baloncestista ucraniano que actualmente juega para el Taipei Taishin Mars de la TPBL de Taiwán. Con 2,10 metros de altura, actúa en la posición de pívot. Disputó la Copa Mundial de Baloncesto de 2014 con la selección de baloncesto de Ucrania.

## Trayectoria
Es un pívot formado en Kryvbasbasket-Lux Kryvyi Rih y tras jugar en diversos equipos de su país y, jugaría durante dos temporadas, en la liga polaca. 
En diciembre de 2016, ficha por el ICL Manresa, club con el que firmó un contrato por dos meses ampliable hasta final de temporada.
En 2018 dejó Europa para jugar en el baloncesto de Taiwán, contratado por el equipo Taiwan Beer.

## Selección nacional
Zaytsev jugó el Eurobasket juvenil con las selecciones sub-18 y sub-20 de Ucrania en 2007 y 2009 respectivamente.
Con la selección absoluta disputó la Copa Mundial de Baloncesto de 2014 y tres ediciones del Eurobasket (2013, 2015 y 2017).